# Стрибки на батуті на літніх Олімпійських іграх 2016 — чоловіки
Змагання зі стрибків на батуті серед чоловіків на літніх Олімпійських іграх 2016 відбулися 13 серпня на Олімпійській арені Ріо. У змаганнях взяли участь 16 спортсменів з 13-ти країн. 

## Формат змагань
Змагання складалися з двох етапів: кваліфікації і фіналу. У кваліфікації гімнасти виконали по дві вправи: обов'язкову і довільну. Оцінки у цих вправах сумувались і вісім найкращих вийшли у фінал. Фінал складався з однієї вправи, а результат кваліфікації не враховувався.

## Розклад змагань
Час місцевий (UTC−3)
| Дата                     | Час | Стадія       |
| ------------------------ | --- | ------------ |
| П'ятниця, 13 серпня 2016 |     | кваліфікація |
| П'ятниця, 12 серпня 2016 |     | Фінал        |

## Кваліфікація
| Місце | Ім'я                     | Обов'язкова | Довільна | Штраф | Загалом | Нотатки |
| ----- | ------------------------ | ----------- | -------- | ----- | ------- | ------- |
| 1     | Ґао Лей (CHN)            | 52.160      | 60.375   |       | 112.535 | Q       |
| 2     | Владислав Гончаров (BLR) | 50.630      | 60.460   |       | 111.090 | Q       |
| 3     | Дон Дон (CHN)            | 49.280      | 60.770   |       | 110.050 | Q       |
| 4     | Дмитро Ушаков (RUS)      | 49.340      | 59.840   |       | 109.180 | Q       |
| 5     | Андрій Юдін (RUS)        | 49.645      | 59.080   |       | 108.725 | Q       |
| 6     | Масакі Іто (JPN)         | 49.140      | 59.325   |       | 108.465 | Q       |
| 7     | Гінга Мунетомо (JPN)     | 49.140      | 59.050   |       | 108.190 | Q       |
| 8     | Ділан Шмідт (NZL)        | 48.300      | 59.360   |       | 107.660 | Q       |
| 9     | Натан Бейлі (GBR)        | 47.795      | 59.000   |       | 106.795 | R1      |
| 10    | Себастьєн Мартіні (FRA)  | 49.015      | 57.215   |       | 106.230 | R2      |
| 11    | Логан Дулі (USA)         | 47.885      | 58.170   |       | 106.055 |         |
| 12    | Пірмаммад Алієв (KAZ)    | 48.375      | 57.515   |       | 105.890 |         |
| 13    | Блейк Годрі (AUS)        | 49.525      | 55.925   |       | 105.450 |         |
| 14    | Джейсон Бернетт (CAN)    | 49.320      | 54.395   |       | 103.715 |         |
| 15    | Рафаель Андраде (BRA)    | 47.035      | 29.110   |       | 76.145  |         |
| 16    | Діогу Абреу (POR)        | 49.615      | 6.240    |       | 55.855  |         |

## Фінал
| Місце | Ім'я                     | Складність | Виконання | Політ  | Штраф | Загалом |
| ----- | ------------------------ | ---------- | --------- | ------ | ----- | ------- |
| 1     | Владислав Гончаров (BLR) | 17.300     | 26.400    | 18.045 |       | 61.745  |
| 2     | Дон Дон (CHN)            | 17.800     | 25.200    | 17.535 |       | 60.535  |
| 3     | Ґао Лей (CHN)            | 18.400     | 23.700    | 18.075 |       | 60.175  |
| 4     | Гінга Мунетомо (JPN)     | 18.000     | 23.700    | 17.835 |       | 59.535  |
| 5     | Дмитро Ушаков (RUS)      | 16.700     | 25.500    | 17.325 |       | 59.525  |
| 6     | Масакі Іто (JPN)         | 17.200     | 24.000    | 17.600 |       | 58.800  |
| 7     | Ділан Шмідт (NZL)        | 17.100     | 22.500    | 17.540 |       | 57.140  |
| 8     | Андрій Юдін (RUS)        | 2.200      | 2.700     | 1.915  |       | 6.815   |